# دنیس کوشناروف
دنیس کوشناروف (انگلیسی: Denys Kushnarov؛ زادهٔ تاریخ ورودی نامعتبر است) روزنامه‌نگار، و کارگردان فیلم اهل اوکراین است.